# Barsbüttel
Barsbüttel est une commune de l'arrondissement de Stormarn, dans le Land de Schleswig-Holstein en Allemagne. Elle est limitrophe de la ville de Hambourg.

## Géographie
La commune se situe à l'est de Hambourg, dans le sud de l'arrondissement de Stormarn.
Depuis 1973 la commune rassemble quatre villages: Barsbüttel, Willinghusen, Stemwarde et Stellau.

## Histoire
Barsbüttel est mentionnée pour la première fois dans un document officiel en 1228 sous le nom de Bernekesbuttle.

## Personnalités connues
- Le général SS Wilhelm Mohnke a vécu dans la ville après la Seconde Guerre mondiale, où il vendait des véhicules utilitaires. Il a été l'un des derniers occupants du Führerbunker à Berlin en avril 1945, aux côtés d’Adolf Hitler.
- Inge Viett (1944-), terroriste née à Stemwarde.

## Jumelages
- Guipavas (France) depuis octobre 1986
- Graal-Müritz (Allemagne) depuis 1990
- Keila (Estonie) depuis 1993
- Callington (Royaume-Uni) depuis 2004[1]